# .tt
.tt is het internetlandcode topleveldomein van Trinidad en Tobago dat op 3 september 1999 werd ingevoerd.